# Sakis Rouvas
Sakis Rouvas, född 5 januari 1972 i Korfu, Grekland, är en musiker, skådespelare, programledare och före detta stavhoppare.

## Karriär
Rouvas skrev kontrakt med skivbolaget Polygram år 1991. Några månader senare medverkade han i Thessalonikis sångfestival. Hans första singel hette Par'ta. Rouvas har vunnit flera priser för bland annat bästa nya sångare, bästa sång och bästa framförande.
Han har jobbat på scenen med bland annat den turkiska sångaren Barat Kud på FN-kontrollerat territorium på Cypern. För detta fick han Internationella abdi ipekcipriset för bland annat förståelse.
Rouvas har lånat sin röst till tecknade karaktärer på film vid två tillfällen. Första gången var 1996 då han gjorde rösten till Quasimodo i Disneys Ringaren i Notre Dame. Andra gången var 2006 då den grekiska biopubliken fick höra honom som Blixten McQueen i Disney/PIXAR-filmen Bilar. 
Rouvas debuterade under 2007 som skådespelare i den grekiska filmen Alter Ego. Produktionsbolaget är Village Roadshow Productions, och budgeten är €2,000,0000. Filminspelningen började hösten 2006.
Rouvas har även representerat Grekland i stavhopp.

## Eurovision Song Contest
År 2004 blev Rouvas uttagen för att representera Grekland under Eurovision Song Contest 2004 i Istanbul med låten Shake it, som är skriven av Nikos Terzis. Han slutade på en tredje plats, vilket 2004 var den bästa placeringen ett grekiskt bidrag någonsin fått.
Rouvas var programledare för Eurovision Song Contest 2006 i Aten tillsammans med Maria Menounos.
15 juli 2008 blev Rouvas vald internt att ännu en gång representera landet i Eurovision Song Contest.
18 februari 2009 framförde han tre olika låtar, alla skrivna av Dimitris Kontopoulos, i grekisk TV som folket och en jury fick rösta mellan och bestämma vilken som skulle bli Rouvas bidrag i Eurovision Song Contest 2009 i Moskva. Låten som vann var This Is Our Night med 81 % av alla röster.
I Moskva framträdde Rouvas den 14 maj i den andra av de två semifinalerna, och gick därifrån vidare till finalen den 16 maj. I finalen slutade Rouvas på en 7:e plats med totalt 120 poäng, varav tre 12 poängare ifrån Albanien, Bulgarien och Cypern.

## Diskografi

### Album
- Sakis Rouvas (1991)
- Min Antistekesai (1992)
- Gia Sena (1993)
- Aima, Dakria & Idrotas (1994)
- Tora Arxizoun Ta Diskola (1996)
- Kati Apo Mena (1998)
- 21os Akatallilos (2000)
- Ola Kala (2002)
- To Hrono Stamatao (2004)
- S'eho Erotefthi (2005)
- Iparhi Agapi Edo (2006)
- Irthes (2008)
- This Is Our Night (2009)
- Parafora (2010)

### Singlar
- Disco Girl (2001)
- Ola Kala (2002)
- Pes Tis (2003)
- Shake It (2004)
- S' exo Eroteithei (2005)
- 18 (Iparhi agapi edo (2006)
- Ego travao zori  (2006)
- Ola gyro sou gyrizoun  (2007)
- Zise Ti Zoi  (2007)
- + Se thelo (2008)
- Irthes  (2008)
- This is our night (2009)
- Pio Dinata (This is our night) (2009)
- Emena Thes (2010)
- Kane Me Na Mi S' Agapiso (2011)
- Iparhi Elpida (2011)
- Tora (2012)
- Niose Se Thelo (2012)
- See Feat. Sirusho (2013)
- Se Pethimisa (2014)
- Pio Psila (2014)
- Open Eyes (Pio Psila) (2014)
- Mia Hara Na Pernas (2014)
- Radiofona (2015)
- Fila Me (2015)
- Ola (2016)
- Zitima Zois (2017)
- Apolitos Erotas (2017)
- Hronia Polla (Gold Edition)
- Ego Sta Elega (2017)
- Colours (2018)
- Kalimera (2018)
- Zorika Vradia (Ft. Stelios Rokkos) (2018)
- Ela Sto Horo (2019)